# Gamundia leucophylla
Gamundia leucophylla är en svampart beskrevs av Elias Fries 1851 som Agaricus leucophylla och fördes till Gamundia av Howard Elson Bigelow 1983. Gamundia leucophylla ingår i släktet Gamundia och familjen Tricholomataceae.   Inga underarter finns listade i Catalogue of Life.
I den svenska databasen Dyntaxa används istället namnet Gamundia arctica för samma taxon.  Arten har ej påträffats i Sverige.